# Малі Гайки
Малі́ Гайки́ — село в Україні, у Радивилівській міській громаді Дубенського району Рівненської області. Населення становить 54 осіб.

## Населення

### Мова
Розподіл населення за рідною мовою за даними перепису 2001 року:
| Мова            | Кількість | Відсоток |
| --------------- | --------- | -------- |
| українська      | 53        | 98.15%   |
| інші/не вказали | 1         | 1.85%    |
| Усього          | 54        | 100%     |

## Історія
У 1906 році село Радзивилівської волості Кременецького повіту Волинської губернії. Відстань від повітового міста 35 верст, від волості 8. Дворів 12, мешканців 84.
7 (20) листопада 1917 року, відповідно до Третього Універсалу Української Центральної Ради, увійшло до складу Української Народної Республіки.
12 червня 2020 року, відповідно до розпорядження Кабінету Міністрів України № 722-р від «Про визначення адміністративних центрів та затвердження територій територіальних громад Рівненської області», увійшло до складу Радивилівської міської громади Радивилівського району.
19 липня 2020 року, в результаті адміністративно-територіальної реформи та ліквідації Радивилівського району, село увійшло до складу Дубенського району.